# 尼古拉·瓦维洛夫
尼古拉·伊万诺维奇·瓦维洛夫（俄语：Николай Иванович Вавилов，1887年11月25日—1943年1月26日）是苏联时期的俄罗斯植物学家和遗传学家，其最主要的成就在于确认了栽培植物的起源中心。他将一生都贡献给了有关小麦、玉米和其他支撑世界人口的谷物的研究。

## 生平
瓦维洛夫出生于莫斯科的一个商人家庭，是当时名声显赫的物理学家谢尔盖·瓦维洛夫的长兄。他以一篇关于蜗牛和害虫的论文于1910年毕业于莫斯科农业学院。从1911年到1912年，他在应用植物学事务所和真菌学及植物病理学事务所工作。他在1913年到1914年他在欧洲旅行并研究了植物免疫学，和他一道研究的是奠定了遗传学的科学地位的英国生物学家威廉·贝特森。
从1924年到1940年他担任全苏农业科学院院长，该学院位于列宁格勒。

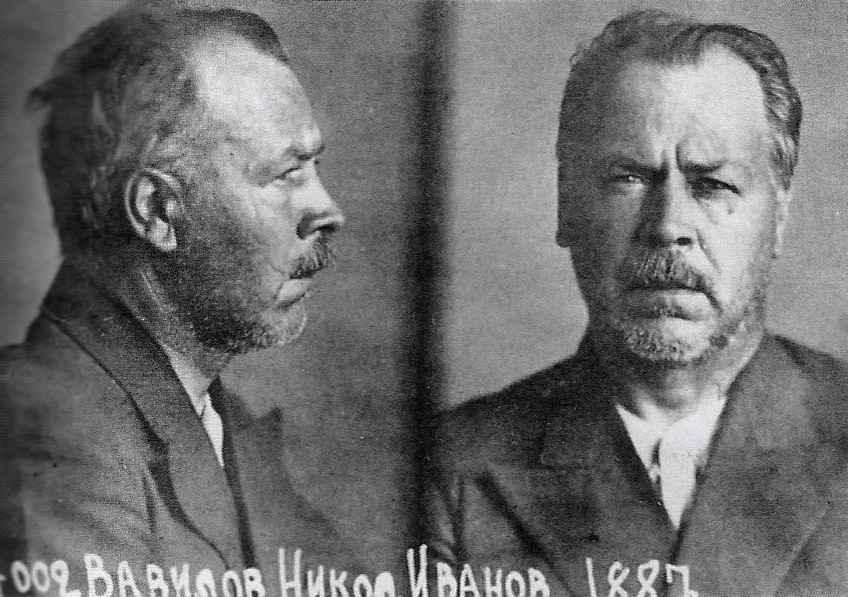
瓦维洛夫被逮捕后的照片

当他正在发展他关于栽培植物的起源中心的理论时，瓦维洛夫组织了一系列的植物学及农艺学探险队，收集了来自世界上每一个角落的种子，并创立了位于列宁格勒的世界上最大的植物种子库。 这个种子库甚至在长达28个月的列宁格勒保卫战中都被勤勉地维护着——尽管要经历挨饿的痛苦。尼古拉的一个助手白白地饿死了，身旁却尽是可以食用的种子。瓦维洛夫也陈述了变种中的同系法则。
他曾是苏联中央执行委员会委员，全苏地理协会主席和列宁奖金获得者。在他生涯的大部分时光中， Georgy Balabajev辅助了瓦维洛夫的工作。
瓦维洛夫再三地批评了特罗菲姆·李森科反孟德尔学说的观点。因此，瓦维洛夫在1940年8月被秘密逮捕并在1943年因营养不良而卒于狱中。一个建立于1943年的德国收集指挥部（German collecting command）掌控了他许多的遗传学标本，这些标本被运送到了党卫军植物遗传学院，该学院建立在格拉茨奥地利附近的兰纳克城堡。然而，这个指挥部只能将带走保存在德军所占领的领土上的标本，亦即主要位于乌克兰和克里米亚的标本。位于列宁格勒的主要基因库没有受到影响。这个德国司令部的领导是海因茨·布鲁彻，一个党卫军官员，也是一位植物遗传学专家。
今天，位于圣彼得堡的瓦维洛夫种植业学院仍然维护着一个植物遗传资料库，这是世界上最大的植物遗传资料库之一。该学院曾作为应用植物学事务所于1894年成立，又于1924年被重组为全苏应用植物学和新谷物研究所（the All-Union Research Institute of Applied Botany and New Crops），继而在1930年被重组为种植业研究院（the Research Institute of Plant Industry）。瓦维洛夫在1921年至1940年期间一直担任该所的所长。为庆祝其建立75年，也为了纪念特罗菲姆·李森科对苏联学术界的残酷迫害和粗暴统治，该研究所在1968年被重新以瓦维洛夫的名字命名。
于1977年被苏联天文学家尼古拉·切爾尼赫发现的第2862号小行星，瓦维洛夫星，是按照尼·瓦维洛夫和他的弟弟谢·瓦维洛夫的父名命名的。在月球背面的瓦维洛夫环形山从1970年开始也为了纪念此兄弟而命名为此。他也在Decemberists的专辑《The Crane Wife》中的歌曲《When The War Came》 中被提及。

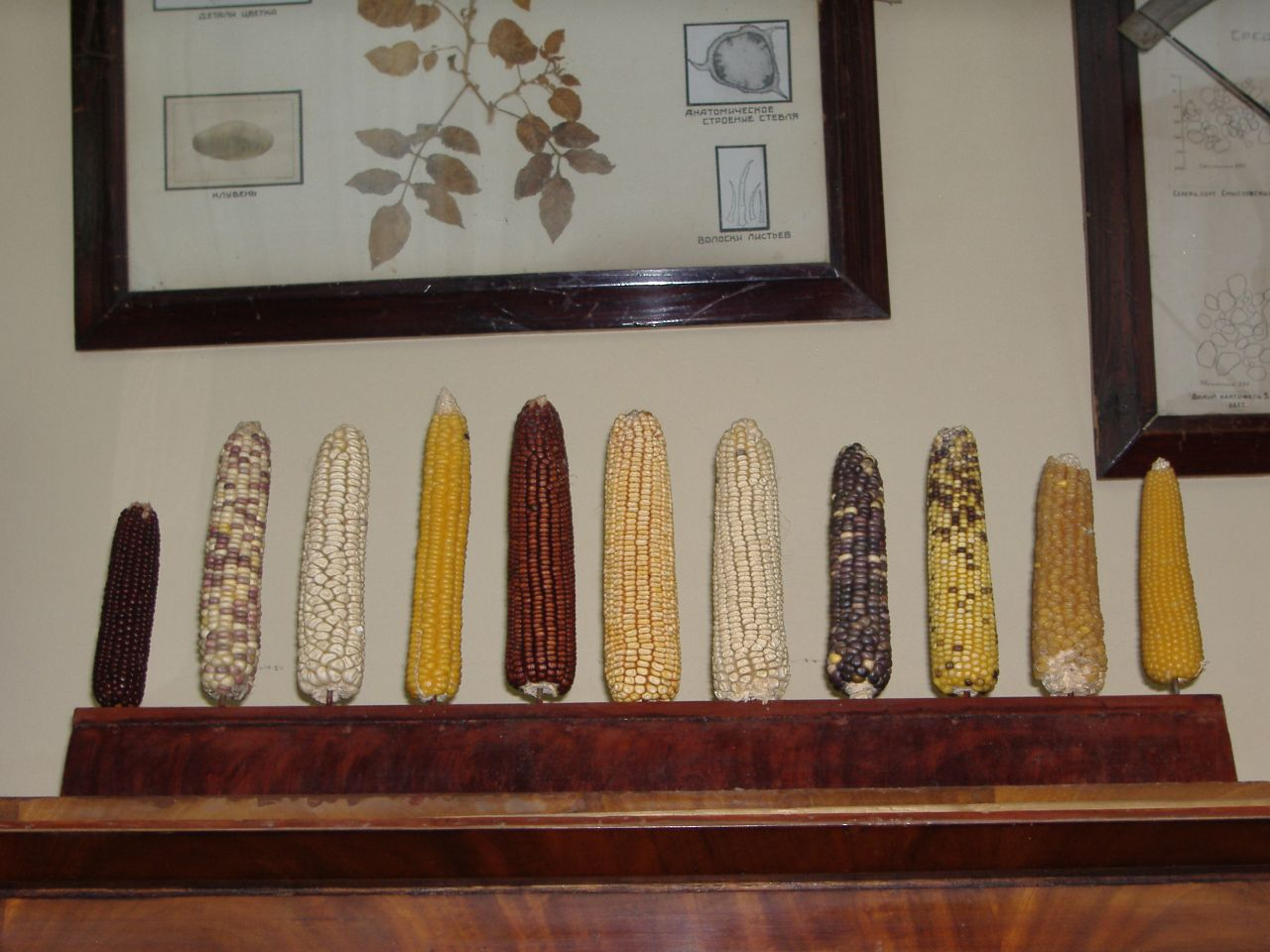
瓦维洛夫办公室的多样性玉米(3421259242)

## 瓦维洛夫与李森科
特罗菲姆·李森科起初只是阿塞拜疆占贾的一名农艺师，1925年，他的一些发现登上报纸之后，引起了瓦维洛夫的兴趣。经过考察，瓦维洛夫十分欣赏李森科，便开始提拔他。瓦维洛夫很注重培养后起之秀，但是他并没有注意到李森科的大多数所谓“发现”其实都是他个人的异想天开。更重要的是，李森科这个人心胸狭窄。因此，尽管瓦维洛夫很欣赏李森科的所谓“春化法”，还推举李森科为国家奖金候选人和苏联科学院通讯院士候选人，将李森科捧上了天，但是后来由于学术上瓦维洛夫对李森科的批评毫无保留，因此李森科便心存积怨。
通过瓦维洛夫的提拔，又经过斯大林的帮助，李森科便由一个小小的农艺师成为了苏联农业科学的实际领导人。李森科得势后，便利用卑劣的政治手段开除、逮捕、流放、枪毙了一大批遗传学家，将苏联生物科学界完全摧毁。坚持真理的瓦维洛夫，对李森科的歪门邪道坚决抵制，最终也被自己曾经的得意门生残害。1940年8月，瓦维洛夫被苏联当局秘密逮捕，1943年在狱中由于营养不良而死去。
以瓦维洛夫为首的苏联遗传学界与李森科学派之间曾有过三次论战，甚至整个苏联学术界、文艺界都参与了进来。这三次论战引起了国际社会的极大关注。

## 大事记
- 1887年 - 11月25日出生于莫斯科。
- 1911年 - 从莫斯科农业学院毕业。
- 1917年-1921年 - 萨拉托夫大学农学系教授。
- 1919年 - 植物免疫性的理论。
- 1920年 - 确立了遗传突变中的同性系法则。
- 20世纪20年代中期 - 瓦维洛夫如好友般地帮助了当时只是年轻农夫的特罗菲姆·李森科并开始带他参与科学会议。
- 1921年(-1940年) - 担任彼得格勒的应用植物学和选种处的主席，该处于1924年改组为全苏应用植物学和新谷物研究所，又在1930年改组为全苏植物耕作学院。直到1940年8月，瓦维洛夫一直都是该学院的所长。
- 1926年 - 获得列宁奖金
- 1930年—1940年 - 莫斯科遗传学实验室的领导人，之后又改组为苏联科学院遗传学研究所。
- 1931年—1940年 - 全苏地理学会的主席。
- 20世纪30年代晚期 -對遺傳學懷有憎恨的李森科成为全苏联农业的领导人。
- 1940年 - 以破坏苏联农业的嫌疑被逮捕; 在狱中进行了不下百次的科学演讲。
- 1943年 - 由于营养不良在萨拉托夫監獄中死去 得年55歲。

苏联科学院建立了瓦维洛夫奖金 (1965年) 和瓦维洛夫勋章 (1968年)。

## 作品
- Земледельческий Афганистан. (1929)  (Agricultural Afghanistan 《阿富汗农艺》)
- Селекция как наука. (1934) (Selection as science 《科学选种》)
- Закон гомологических рядов в наследственной изменчивости. (1935) (The law of homology series in genetical mutability 《遗传突变中的同性系法则》)
- Учение о происхождении культурных растений после Дарвина. (1940) (The theory of origins of cultivated plants after Darwin 继达尔文之后的耕种植物起源理论)

### 以英语出版的作品
- The Origin, Variation, Immunity and Breeding of Cultivated Plants (K. Starr Chester译). 1951. Chronica Botanica 13:1–366
- Origin and Geography of Cultivated Plants (Doris Love译). 1992. Cambridge University Press, Cambridge. ISBN 0-521-40427-4
- Five Continents (Doris Love译). 1997. IPGRI, Rome; VIR, St. Petersburg ISBN 92-9043-302-7